# Барбета
Барбета је у фортификацији платформа насута земљом иза бедемског гродобрана утврђења. Служи за смјештај артиљеријских оруђа.
Крајем 19. вијека барбета постаје стално мјесто од камена или бетона за топ, митраљез или рефлектор и код форова.

## На броду
Барбета на броду је оклоп округлог или овалног облика (гледано одозго) од челика веће дебљине, који штити осјетљиве дијелове топа, али се сама цијев налази изнад оклопа. Користила се у другој половини 19. вијека, а напуштена је због слабе заштите одозго и отворености атмосферским утицајима. Замијењена је топовском кулом (куполом).